# لولوبينة
لولوبينة (الاسم العلمي: Spiranthinae) هي عمارة نباتية تتبع فصيلة السحلبية من رتبة الهليونيات.

## أجناس
- لولوبة